# Fluchtlinienprüfer

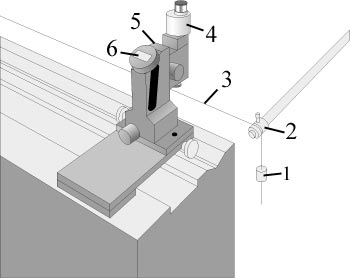
Aufbau der Messanordnung

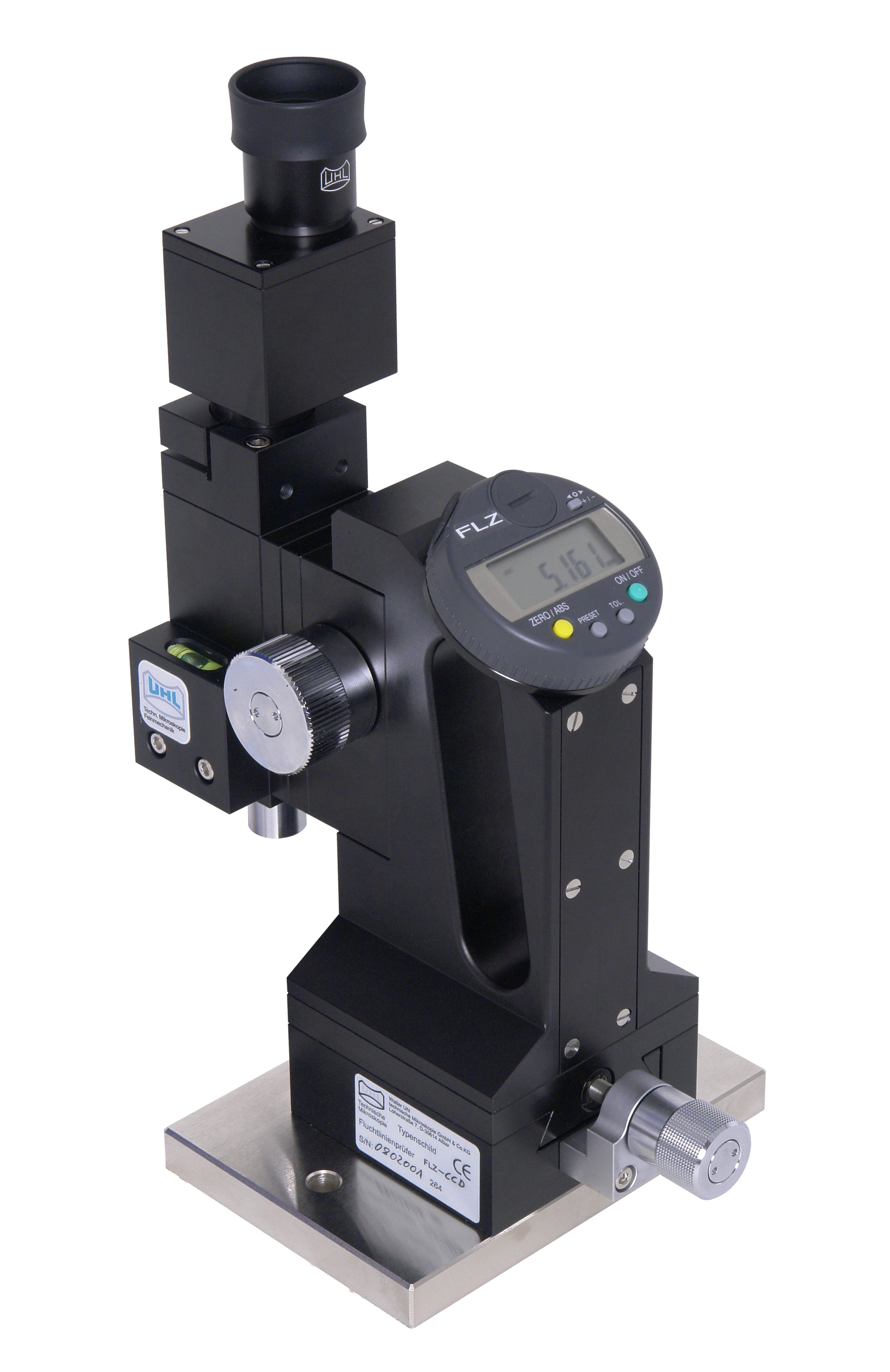
Fluchtlinienprüfer

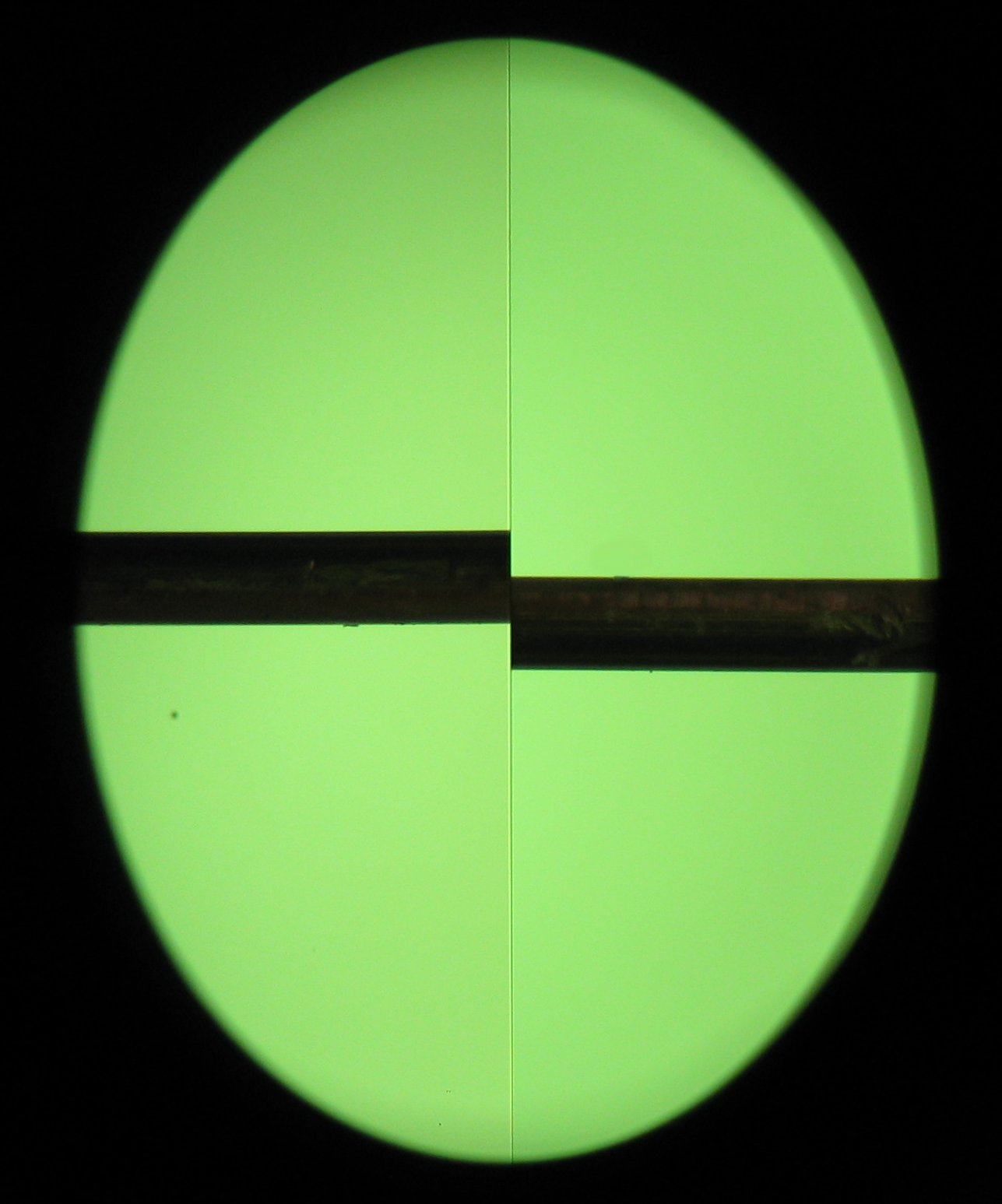
Okularbild

Fluchtlinienprüfer dienen zur exakten Ausrichtung von Führungen von langen Maschinenbetten (z. B. an Transferstraßen oder Bearbeitungsmaschinen).

## Aufbau der Messanordnung
Zum Aufbau der Messanordnung wird ein Draht an einem Spindelstock oder einer speziellen Halterung befestigt und am Ende des Bettes über eine Umlenkrolle (2.) geführt sowie mit einem Gewicht (1.) straff gespannt. Der Fluchtlinienprüfer wird auf einem Führungsschlitten oder einer entsprechenden Einrichtung aufgesetzt. Die genaue horizontale Ausrichtung des Fluchtlinienprüfers erfolgt dabei über eine Libelle (5.) am Tubus des Mikroskops. (4. Mikroskop mit Schnittbildokular, 6. Messwertanzeige)

## Messung der Fluchtlinie
Der Maschinenschlitten bzw. eine ähnliche Einrichtung müssen sich in vorher festgelegten Schritten verschieben lassen. Zu Beginn der Messungen wird der Draht so positioniert, dass er im Betrachtungsfeld des Okulars sichtbar ist, wobei die Ansicht durch den vertikal justierbaren Zahntrieb am Mikroskopstativ scharfgestellt wird.
Der Draht wird nun so verstellt, dass sein Schnittbild im Okular zur Deckung kommt. Besonderer Vorteil beim Einsatz eines Fluchtlinienprüfgerätes: Der Querschnitt des Drahtes spielt bei diesem Verfahren keine Rolle. Anschließend wird das Messmikroskop auf der gegenüberliegenden Seite der Maschinenführung platziert. Die Ansicht im Schnittbild zeigt hier in der Regel eine deutliche Abweichung. Auch hier ist der Draht daher so auszurichten, dass er im Schnittbild fluchtet. Wird nun der Schlitten verschoben, lassen sich die Abweichungen der Führung auf Basis des Schnittbildes im Okular in den zuvor definierten Schritten nachjustieren. Auf diese Weise wird eine sehr exakte Ausrichtung der Führung gewährleistet.
Alternativ hierzu lassen sich die Abweichungen der Maschinenführung auch über die mit dem linearen Messsystem des Prüfgeräts verbundene Digitalanzeige ermitteln. Ist das Schnittbild des Drahtes im Okular nicht deckungsgleich, wird der Messwert der Anzeige auf Null gesetzt. Durch Verschieben des Prüfgerätes wird dann das Abbild des Drahtes im Schnittbild zur Deckung gebracht, wobei sich der genaue Wert der Abweichung der Führung von der idealen Geraden auf dem Bildschirm ablesen lässt.